# Престин (белок)
Престин (англ. prestin) — белок, кодируемый у человека геном SLC26A5 (англ. solute carrier anion transporter family 26, member 5: рус. 26 семейство веществ-растворителей носителей анионов, член 5).
Престин является двигательным белком наружных волосковых клеток улитки внутреннего уха млекопитающих. Он ярко выражен в наружных волосковых клетках и не представлен в неподвижных внутренних волосковых клетках. Иммуногистохимическое исследование показывает, что престин представлен в боковой клеточной мембране внешних волосковых клеток в области, где происходит электроподвижность.

## Открытие
Престин был открыт группой Петера Даллоса (англ. Peter Dallos) в 2000 году и назван так в честь итальянского обозначения темпа в нотной записи «presto».
Молекула была запатентована первооткрывателями в 2003 году.

## Клиническое значение
Мутации в гене SLC26A5 были увязаны с бессимптомной потерей слуха.